# Idrisa Rajabu
Idrisa Rajabu (ur. 16 lipca 1988 w Morogoro) – tanzański piłkarz występujący na pozycji obrońcy. Zawodnik klubu Young Africans SC.

## Kariera klubowa
Rajabu karierę rozpoczynał w 2007 roku w zespole Mtibwa Sugar FC. Grał tam przez 3 lata. W 2010 roku odszedł do kenijskiego klubu Sofapaka FC. W tym samym roku zdobył z nim Puchar Kenii oraz Superpuchar Kenii.
W 2012 roku Rajabu został zawodnikiem AFC Leopards Nairobi. Grał w nim do 2013 roku.

## Kariera reprezentacyjna
W reprezentacji Tanzanii Rajabu zadebiutował w 2006 roku. Do 2011 roku rozegrał w niej 21 meczów i strzelił 2 gole.